# Campeonato Mundial de Atletismo em Pista Coberta de 2018 - Salto triplo masculino
A prova do salto triplo masculino do Campeonato Mundial de Atletismo em Pista Coberta de 2018 ocorreu no dia 3 de março na Arena Birmingham, em Birmingham, no Reino Unido. 

## Recordes
Antes desta competição, os recordes mundiais e do campeonato nesta prova eram os seguintes:
|                       | Nome         | Nacionalidade | Distância | Local | Data                |
| --------------------- | ------------ | ------------- | --------- | ----- | ------------------- |
| Recorde mundial       | Teddy Tamgho | França        | 17m 92cm  | Paris | 6 de março de 2011  |
| Recorde do campeonato | Teddy Tamgho | França        | 17m 90cm  | Doha  | 14 de março de 2010 |

## Medalhistas
| Ouro             | Prata                  | Bronze             |
| Will Claye (USA) | Almir dos Santos (BRA) | Nelson Évora (POR) |

## Cronograma
Todos os horários são locais (UTC+0).
| Data       | Hora  | Evento |
| ---------- | ----- | ------ |
| 3 de março | 19:08 | Final  |

## Resultado final
A final ocorreu dia 3 de Março às 19:08.  
| Posição           | Atleta               | Nacionalidade  | #1    | #2    | #3    | #4          | #5          | #6          | Resultados | Notas                |
| ----------------- | -------------------- | -------------- | ----- | ----- | ----- | ----------- | ----------- | ----------- | ---------- | -------------------- |
| Medalha de ouro   | Will Claye           | Estados Unidos | 16.89 | 16.86 | 16.76 | 17.43       | 17.35       | 17.31       | 17.43      | Melhor marca do ano  |
| Medalha de prata  | Almir dos Santos     | Brasil         | 16.70 | 17.22 | 16.97 | x           | 17.41       | x           | 17.41      | Recorde pessoal      |
| Medalha de bronze | Nelson Évora         | Portugal       | 17.14 | x     | 17.40 | 17.25       | x           | 16.71       | 17.40      | Recorde nacional     |
| 4                 | Alexis Copello       | Azerbaijão     | x     | 17.17 | 17.05 | 16.82       | x           | x           | 17.17      | Recorde da temporada |
| 5                 | Chris Carter         | Estados Unidos | 16.76 | 16.70 | 16.75 | 17.04       | 17.15       | —           | 17.15      |                      |
| 6                 | Hugues Fabrice Zango | Burquina Fasso | 16.16 | 16.57 | 17.11 | 16.71       | 16.87       | —           | 17.11      |                      |
| 7                 | Zhu Yaming           | China          | 16.66 | 16.86 | 16.81 | 16.87       | 16.38       | —           | 16.87      | Recorde pessoal      |
| 8                 | Dong Bin             | China          | x     | 16.84 | x     | 16.71       | 16.10       | —           | 16.84      | Recorde da temporada |
| 9                 | Cristian Nápoles     | Cuba           | x     | x     | 16.70 | Não avançou | Não avançou | Não avançou | 16.70      |                      |
| 10                | Elvijs Misāns        | Letônia        | x     | x     | 16.55 | Não avançou | Não avançou | Não avançou | 16.55      | Recorde da temporada |
| 11                | Max Heß              | Alemanha       | x     | x     | 16.47 | Não avançou | Não avançou | Não avançou | 16.47      |                      |
| 12                | Momchil Karailiev    | Bulgária       | 16.03 | 16.14 | x     | Não avançou | Não avançou | Não avançou | 16.14      |                      |
| 13                | Clive Pullen         | Jamaica        | x     | 16.13 | x     | Não avançou | Não avançou | Não avançou | 16.13      |                      |
| 14                | Fabrizio Donato      | Itália         | 15.96 | x     | x     | Não avançou | Não avançou | Não avançou | 15.96      |                      |
| 15                | Andy Díaz            | Cuba           | x     | 15.37 | –     | Não avançou | Não avançou | Não avançou | 15.37      | Recorde da temporada |

Legenda
| Recorde mundial       | Recorde mundial (World record)               |                       | Recorde africano                      | Recorde africano (African) |                                           | Q | Classificado por posição (Qualified) |
| Recorde do campeonato | Recorde do campeonato (Championship record)  | Recorde da América    | Recorde da América (Americas)         | q                          | Classificado por melhor tempo (Qualified) |   |                                      |
| Melhor marca do ano   | Melhor marca do ano (World leading)          | Recorde asiático      | Recorde asiático (Asian)              | DNS                        | Não largou (Did not start)                |   |                                      |
| Recorde nacional      | Recorde nacional (National record)           | Recorde europeu       | Recorde europeu (European)            | DNF                        | Não terminou (Did not finish)             |   |                                      |
| Recorde pessoal       | Recorde pessoal do atleta (Personal best)    | Recorde da Oceania    | Recorde da Oceania (Oceania)          | DSQ / DQ                   | Desclassificado (Disqualified)            |   |                                      |
| Recorde da temporada  | Recorde da temporada do atleta (Season best) | Recorde sul-americano | Recorde sul-americano (South America) | NM                         | Sem marca (No mark)                       |   |                                      |